# Bea Rose Santiago
Bea Rose Santiago (Muntinlupa, 1990) è una modella filippina incoronata Miss International 2013 il 17 dicembre 2012 a Tokyo.

## Biografia
Bea Rose Santiago aveva iniziato a lavorare in Canada come modella già all'età di quindici anni con un contratto per l'agenzia Elite Model Management.
Nel 2011 partecipa e vince al concorso Mutya ng Pilipinas, destinato alle giovani filippine residenti al di fuori dai confini nazionali. Il 14 aprile 2013 partecipa al concorso di bellezza nazionale Binibining Pilipinas (Miss Filippine) dove ottiene il titolo di Binibining Pilipinas-International e Binibing Avon.
Nel 2013 quindi rappresenta il proprio paese al concorso Miss International 2013 svolto a Tokyo, dove riesce ad avere la meglio sulle altre sessantasei concorrenti, diventando la quinta delegata delle Filippine ad ottenere il titolo, dopo Gemma Cruz nel 1964, Aurora McKenny Pijuan nel 1970, Melanie Marquez nel 1979 e Precious Quigaman nel 2005. In una intervista concessa subito dopo la vittoria, la Santiago ha dedicato la propria vittoria alle vittime del tifone Haiyan.